# Musiche di scena
Per musiche di scena (o musica incidentale) si intende l'insieme dei brani musicali che, in uno spettacolo di teatro di parola, contribuiscono, come la scenografia, i costumi e l'illuminotecnica a vivificare emotivamente l'espressione drammaturgica, unite in uno spettacolo di teatro musicale, e cioè in un'opera lirica, in un'operetta o in un musical. In questi casi, infatti, l'azione scenica viene, di norma, portata avanti da una strettissima integrazione tra recitazione e musica (espressa il più delle volte attraverso le modalità del canto o della danza), mentre nel caso della musica composta per il teatro (e quindi la "musica di scena" propriamente detta) questa interviene quasi sempre senza interferire sugli sviluppi della vicenda, andandosi a sovrapporre alla recitazione come sottofondo, creando cesure fra una scena e l'altra oppure commentando (anche come pezzo solistico e/o corale) la situazione drammatica.
I confini fra i generi musicali sono ovviamente imprecisi e in alcuni casi molto indefiniti. Nel caso di uno dei massimi compositori teatrali del '900, il tedesco Kurt Weill collaboratore di Bertolt Brecht, spesso le sue opere vengono ascritte da alcuni nel campo delle musiche di scena mentre, forse, almeno nel caso de L'opera da tre soldi (il frutto più famoso della collaborazione dei due), bisognerebbe parlare di "teatro musicale".
In questo senso il discorso sul rapporto fra musica e teatro è molto difficile, soprattutto qualora ci si riferisca a un passato molto lontano. Fin dall'antichità il legame fra le due arti è strettissimo, basti pensare alle origini, alla tragedia greca, in cui l'elemento musicale aveva una grande importanza.  In questa sede, anche per restare sul preciso argomento "musica di scena", conviene affrontare solo i casi in cui non si possa rischiare la confusione tra la voce in oggetto e il "teatro musicale".

## Dal Rinascimento alla nascita dell'opera
Si possono trovare primi significativi casi di vera e propria musica di scena in documentate rappresentazioni teatrali del Basso Medioevo e del primo Rinascimento, soprattutto in ambiente toscano. La Polifonia profana, nei suoi vari generi e stili, come la frottola, la caccia, ecc. compare in alcune sacre rappresentazioni, come la "Rappresentazione di Abramo e Isacco" di Feo Belcari, Firenze, 1449 o la "Rappresentazione di San Giovanni e Paolo" di Lorenzo de' Medici, Firenze, 1489. È in questo periodo che comincia a germogliare il seme del melodramma, che porterà, un secolo dopo, alla nascita dell'opera. Nel frattempo, affermandosi il "mestiere" di "compositore", si creano accompagnamenti musicali sempre più ricchi per gli spettacoli rappresentati nelle diverse corti. Erano i "maestri di cappella" che provvedevano alla composizione, senza troppa distinzione fra la musica composta per i banchetti e quella per il palcoscenico. Le opere dei drammaturghi cinquecenteschi vengono accompagnate da musiche sempre più specifiche. Per un testo di Ruzante, Adrian Willaert compose la canzona "Zoia zentil", Claudio Merulo si occupò della musica, nel 1574, per la "Tragedia" di Cornelio Frangipane il Giovane e molto importanti per lo sviluppo del madrigale furono le musiche composte da Philippe Verdelot per le commedie di Machiavelli La mandragola e Clizia.
Questo aumento d'importanza graduale della musica all'interno dello spettacolo teatrale portò, alla fine del XVI secolo, come si è già accennato, a veri e propri spettacoli di "teatro musicale", in cui alla recitazione parlata si sostituiva il "recitar cantando". Gli spettacoli che segnano la nascita dell'opera furono Dafne e Euridice di Jacopo Peri (Firenze, 1598 e 1600), l'Euridice di Giulio Caccini (Firenze, 1602), le ultime due dall'Euridice del Rinuccini, e la Rappresentatione di Anima, et di Corpo di Emilio de' Cavalieri (Roma, 1600). Da questo momento in poi i due generi teatrali, musicale e di prosa, assumono caratteri di decisa autonomia e percorrono strade diverse.
Analogo percorso ebbe la musica di scena anche in altri paesi europei.

## Inghilterra
In Inghilterra, con l'affermarsi del teatro elisabettiano, si nota un uso della musica molto intenso, musica spesso prevista dall'autore e specificata nelle didascalie. Per le rappresentazioni shakespeariane scrissero musiche Robert Johnson, Thomas Morley e John Wilson, ma non è rimasto nulla di queste composizioni. Per tutta la seconda metà del XVII secolo un genere teatrale così in voga come il "masque" diede molto lavoro ai compositori, tra i quali si può ricordare Matthew Locke.
Il più grande rappresentante dei compositori inglesi di musica di scena fu senza dubbio Henry Purcell, autore di partiture di altezza decisamente superiore a quelle dei suoi contemporanei.

## Francia
Quello che rappresentò Purcell in Inghilterra trova in Francia un corrispettivo nell'opera di Jean Baptiste Lully, collaboratore di Molière e musicista di corte di Luigi XIV.  Egli compose le musiche per molte rappresentazioni del grande drammaturgo, arricchendole spesso di interventi danzati, tanto da portare alla nascita di un vero e proprio genere teatrale, di grande successo in Francia, la "comédie-ballet".

## Dal Settecento ai giorni nostri
La musica di scena nel corso dei secoli successivi fu un campo in cui si cimentarono moltissimi musicisti, con maggiore o minore frequenza: Henry Purcell (Abdelazer), Georg Friedrich Händel (The Alchemist), Franz Joseph Haydn (Il distratto), Wolfgang Amadeus Mozart con la sua unica realizzazione del genere, (Thamos, re d'Egitto), Ludwig van Beethoven (Egmont), Carl Maria von Weber (Preciosa), Franz Schubert (Rosamunde), Felix Mendelssohn (Sogno di una notte di mezza estate), Robert Schumann (Manfred), Georges Bizet (L'Arlésienne) e Edvard Grieg (Peer Gynt), fino ad arrivare al già citato Kurt Weill, a Paul Dessau e ad Hanns Eisler. Un'attività particolarmente intensa in questo campo ebbero, nel XX secolo, i musicisti francesi del 
gruppo dei Sei, seguaci ideali di Eric Satie ("Cinq grimaces pour le songe d'une nuit d'été"), tra i quali lasciarono opere significative soprattutto Darius Milhaud e Arthur Honegger.
In Italia, oltre alle episodiche incursioni nel campo della musica di scena da parte di compositori prevalentemente dediti alla musica contemporanea, come, ad esempio, Luciano Berio e Sylvano Bussotti, nel dopoguerra si formò una generazione di musicisti che, pur non tralasciando altre forme più "alte" di composizione, divennero veri e propri "specialisti" del genere. Tra questi si possono ricordare innanzitutto Fiorenzo Carpi, collaboratore storico del Piccolo Teatro di Milano, autore di innumerevoli commenti musicali per le regie di Giorgio Strehler e di molti dei maggiori registi italiani, Gino Negri, compositore eclettico di musica per la prosa e per l'opera, Sergio Liberovici, Giancarlo Chiaramello, lo stesso Nino Rota, anche se sporadicamente. Alla generazione successiva appartengono altri musicisti come Nicola Piovani, Germano Mazzocchetti, Arturo Annecchino, Stefano Marcucci, Bruno Coli, Antonio Di Pofi, Massimiliano Pace, Francesco Di Fiore, Matteo Musumeci.